# Thomas Bhalerao
Thomas Bhalerao SJ (* 1. Februar 1933 in Sangamner, Maharashtra, Indien; † 13. Februar 2015 in Shrirampur, Ahmednagar) war ein indischer Geistlicher und römisch-katholischer Bischof von Nashik.

## Leben
Thomas Bhalerao trat der Ordensgemeinschaft der Jesuiten bei, legte die Profess am 20. Juni 1953 ab und empfing am 27. März 1965 die Priesterweihe. 
Papst Johannes Paul II. ernannte ihn am 15. Mai 1987 zum Bischof von Nashik. Der Erzbischof von Bombay, Simon Ignatius Pimenta, spendete ihm am 23. August 1987 die Bischofsweihe; Mitkonsekratoren waren Valerian D’Souza, Bischof von Poona, und Charles Gomes SJ, Bischof von Ahmedabad. 
Seinem Rücktrittsgesuch aus gesundheitlichen Gründen gab Papst Benedikt XVI. am 31. März 2007 statt. 